# Стен Калліс
Стен Калліс (англ. Stan Cullis, нар. 25 жовтня 1916, Еллесмер-порт — пом. 28 лютого 2001, Малверн) — англійський футболіст, захисник. По завершенні ігрової кар'єри — тренер.

## Клубна кар'єра
Вихованець юнацьких команд футбольних клубів «Еллесмер-порт Венсдей» та «Вулвергемптон Вондерерз».
У дорослому футболі дебютував 1934 року виступами за команду клубу «Вулвергемптон Вондерерз», в якій провів тринадцять сезонів, взявши участь у 152 матчах чемпіонату.
Завершив професійну ігрову кар'єру в цьому ж клубі 1947 року.

## Виступи за збірну
1937 року дебютував в офіційних матчах у складі національної збірної Англії. Протягом кар'єри у національній команді, яка тривала усього 3 роки, провів у формі головної команди країни 12 матчів.

## Кар'єра тренера
Розпочав тренерську кар'єру невдовзі по завершенні кар'єри гравця, 1946 року, очоливши тренерський штаб клубу «Фредрікстад».
В 1948–1964 очолював команду клубу «Вулвергемптон Вондерерз», з якою здобув низку трофеїв.
Останнім місцем тренерської роботи був клуб «Бірмінгем Сіті», команду якого Стен Калліс очолював як головний тренер до 1970 року.
Калліс помер 28 лютого 2001 року в віці 84 років.
| Дата       | Місто             | Господарі         | Результат | Гості             | Турнір           | Голи | Примітки |
| ---------- | ----------------- | ----------------- | --------- | ----------------- | ---------------- | ---- | -------- |
| 23/10/1937 | Белфаст           | Північна Ірландія | 1 – 5     | Англія            | товариський матч | -    |          |
| 17/11/1937 | Мідлсбро          | Англія            | 2 – 1     | Уельс             | товариський матч | -    |          |
| 01/12/1937 | Лондон            | Англія            | 5 – 4     | Чехословаччина    | товариський матч | -    |          |
| 09/04/1938 | Лондон            | Англія            | 0 – 1     | Шотландія         | товариський матч | -    |          |
| 26/05/1938 | Париж             | Франція           | 2 – 4     | Англія            | товариський матч | -    |          |
| 26/10/1938 | Лондон            | Англія            | 3 – 0     | Зірки світу       | товариський матч | -    |          |
| 09/11/1938 | Ньюкасл-апон-Тайн | Англія            | 4 – 0     | Норвегія          | товариський матч | -    |          |
| 16/11/1938 | Манчестер         | Англія            | 7 – 0     | Північна Ірландія | товариський матч | -    |          |
| 15/04/1939 | Глазго            | Шотландія         | 1 – 2     | Англія            | товариський матч | -    |          |
| 13/05/1939 | Мілан             | Італія            | 2 – 2     | Англія            | товариський матч | -    |          |
| 18/05/1939 | Белград           | Югославія         | 2 – 1     | Англія            | товариський матч | -    |          |
| 24/05/1939 | Бухарест          | Румунія           | 0 – 2     | Англія            | товариський матч | -    |          |
| Усього     |                   | Матчів            | 12        |                   | Голів            | 0    |          |

## Титули і досягнення

### Як тренера
- Чемпіон Англії (3):

«Вулвергемптон Вондерерз»: 1953-54, 1957-58, 1958-59
- Володар Кубка Англії (2):

«Вулвергемптон Вондерерз»: 1948-49, 1959-60
- Володар Суперкубка Англії з футболу (4):

«Вулвергемптон Вондерерз»: 1949, 1954, 1959, 1960